# Nigel Ng
Nigel Ng (kinesiska: 黃瑾瑜), född 15 mars 1991 i Kuala Lumpur, Malaysia är en malaysisk ståuppkomiker bosatt i Los Angeles. Han är främst känd för sin karaktär Uncle Roger.
I juli 2020 blev han känd över hela världen som karaktären "Uncle Roger", en medelålders asiatisk man som reagerade på Youtube-videor där olika personer tillagar egg fried rice. I slutet av 2020 hade han över 136 miljoner visningar på sin Youtube-kanal, 963 tusen följare på Instagram, 94,7 tusen följare på Twitter, och över 2,88 miljoner prenumeranter på sin YouTube-kanal.

## Biografi
Ng föddes i Kuala Lumpur av kinesiska föräldrar. Han studerade  på Chong Hwa Independent High School i sin hemstad, och tog examen 2014 från Northwestern University i Illinois, USA, där han studerade teknik och filosofi.
Efter studierna flyttade han med sin dåvarande flickvän till London, och arbetade där som datavetare för olika tekniska startups, innan han började arbeta som komiker på heltid 2019.
I 2023 flyttade Ng till Los Angeles.

## Karriär
Som ståuppkomiker har Ng nominerats till det prestigefyllda priset Bästa nykomling för sin utsålda show på Edinburgh Fringe Festival 2019, som följdes upp av ytterligare en utsåld show på Londons Soho Theatre 2020. År 2018 gjorde han sin TV-debut på Comedy Centrals Stand Up Central, och medverkade kort därefter bland annat i Comedy Centers Roast Battle, och Mock The Week.
Ng har podcasten Rice to Meet You tillsammans med den svenska ståuppkomikern Evelin Mok.